# 近藤弘二
近藤 弘二（こんどう こうじ、1930年 - ）は、日本の法学者。専門は商法。北海道大学名誉教授。東京都生まれ。鈴木竹雄門下。弟子に、林竧、新山一範、金山剛、藤原雄三など。

## 経歴
- 1960年 東京大学法学部卒業。
- 1960年 東京大学法学部助手（学士助手）。
- 1964年 北海道大学法学部助教授。
- 1970年 北海道大学法学部教授。
- 1976年 文部省在外研究員としてアメリカ・西ドイツに留学（〜1977年）
- 1993年 北海道大学停年退官。同名誉教授。札幌学院大学法学部教授
- 1999年 札幌学院大学退職。札幌大学法学部教授。
- 2003年 札幌学院大学退職
- 2004年 大宮法科大学院大学客員教授。
- 2007年 大宮法科大学院大学退職

この他に、北海道建設工事紛争審査会特別委員（1981年-1991年）、同会長（1996年-2003年）、札幌市特別土地保有税審議会委員（1981年-1993年）、日本道路公団北海道地区入札監視委員会委員（1996年-2003年）

## 研究内容
- 商法全般、証券取引法が専門。特に株式会社の新株発行に関する法的諸問題を研究。

## エピソード
当初、北海学園大学の法科大学院が2004年に設立なら教員就任予定であったが、設立が順延されたため就任には至らなかった。

## 主な著書
- 大森忠夫ほか編『新株の発行(注釈会社法 ; 5)』（分担執筆, 有斐閣, 1968年）
- 谷川久, 龍田節編『商法を学ぶ : 基本テーマの解説とゼミナール(有斐閣選書)』（分担執筆, 有斐閣, 1973年初版・1991年第3版）
- 鈴木竹雄ほか編『会社(新商法演習 : 問題と解答 ; 2)』（分担執筆, 有斐閣, 1974年）
- 鴻常夫, 北沢正啓編『体系商法事典』（分担執筆, 青林書院新社, 1974年）
- 鈴木禄弥, 竹内昭夫編『預金取引(金融取引法大系 ; 第2巻)』（分担執筆, 有斐閣, 1983年）
- 上柳克郎ほか編『株式会社(計算ほか)・有限会社等(有斐閣ブックス ; 会社法演習 ; 3)』（分担執筆, 有斐閣, 1984年）
- 平出慶道ほか共著『有価証券(現代企業法講座 ; 第5巻)』（東京大学出版会, 1985年）
- 竹下守夫,藤田耕三編『会社訴訟・会社更生法(裁判実務大系 ; 3)』（分担執筆, 青林書院, 1985初版・1995年改訂版）
- 鴻常夫, 北沢正啓編『英米商事法辞典』（商事法務研究会, 1986年初版・1998年新版）
- 上柳克郎, 鴻常夫, 竹内昭夫編『新株の発行(新版注釈会社法：7巻)』（分担執筆, 有斐閣, 1987年）